# Іван Вибельський
Іван Вибельський (д/н — 1670) — український військовий діяч часів Козацької держави. Відомий також як Іван Аврамович та Іван Попович.

## Життєпис
Походив з друбної шляхти. Син Аврама Вибельського, священника в Брагіні. За невідомих обставин разом зі старшим братом Андрієм став реєстровим козаком. Підтримав повстання Богдана Хмельницького. 1649 року вже значився козаком Чернігівського полку.
Згодом обіймав посаду полкового обозного. У 1651 році надав листа на землі військовому товаришу Оникію Силичу на Білоусі Старому. З свого перевозу надавав частину доходу на Чернігівській Параскевський монастир.
1653 року стає чернігівським полковником. 1654 року підтримав Переяславську угоду, присягнувши московському цареві. 1657 року брав участь в Корсунській раді, де підтримав обрання гетьманом Івана Виговського.
1658 року поступився полковницьким урядом Оникію Силичу. 7 січня 1659 року гетьман Юрій Хмельницький підтвердив за Вибельським села Виблі, Брусилів, хутори Боромики, Борки, Кобиляча Голова з ґрунтами, сіножатями, пасіками, озерами, затонами і перевозом на р. Десні, додав можливість «з млына его власного в Седневи будучого, дві мірочки на нас приходячие, оному даруем». У жовтні того ж року відомий як
наказний полковник Чернігівський, був у делегації у Москві.
Згодом — наказний полковник Ніжинський. 28 березня 1664 року отримав універсал гетьмана Івана Брюховецького на озеро Недань під с. Виблі. У 1667 року купив дім у Чернігові у міщанки Марії Гудкової. Помер 1670 року.

## Родина
- син (д/н—після 1668), чернець
- Тетяна (д/н—після 1677), дружина: 1) Василя Золоторенка, ніжинського полковника; 2) Родіона Дмитрашка-Райчу, переяславського полковника